# Syrphophagus arundinicola
Syrphophagus arundinicola är en stekelart som beskrevs av Hoffer 1965. Syrphophagus arundinicola ingår i släktet Syrphophagus och familjen sköldlussteklar. Inga underarter finns listade i Catalogue of Life.